# Кежеге
Кежеге (тув. Кежеге), или Кэциг-Ула — гора в Эрзинском кожууне (Россия, республика Тыва), недалеко от границы с Монголией, в долине реки Тес.

## Описание
Это гора в форме кольца или «кежеге» в переводе на тувинский язык — сплетённые волосы в виде косы, косички, которую в древности носили тувинские мужчины. Она считается местом обитания духов, покровительствующих шаманам. Внутри каменного города есть узкие лабиринты улочек, похожих на закоулки старого Рима, — высокие тесные расщелины, в конце каждой из которых расположены каменные алтари для подношений духам.

## Общая характеристика
С городом гору Кежеге сравнивают уже современники. Гряда скал действительно похожа на крепостной вал какого-нибудь средневекового города. Есть даже крепостные ворота — в одном месте кольцо отвесных скал разрывается, образуя проход на просторную изумрудную поляну. Считается, что гора исполняет желания. По более поздним легендам, в каменном городе спрятаны святыни из разрушенных во время революции буддийских храмов Тувы.

## Интересные факты
По преданию, давшему название Кежеге, много веков назад охотник из рода соянов подранил здесь дикого козла. В погоне за ним он потерял косу — один из символов мужества тувинцев, а затем погиб и сам. С тех пор здесь под страхом смерти запрещено не только охотиться, но даже сломать веточку с куста или сорвать цветок.
Внутри этой огромной горы протекает небольшой ручей, человек же может пройти сюда только через одну узкую расщелину. Считается также, что дух горы запрещает девушкам из рода Соян выходить замуж за представителей иных родов, а нарушившую запрет ожидается тяжёлая жизнь, болезнь и ранняя смерть (при этом мужчины Соян берут жён и из других родов).